# Masłowice Tuchomskie
Masłowice Tuchomskie est une localité polonaise de la gmina rurale de Tuchomie située dans le powiat de Bytów en voïvodie de Poméranie. Elle se trouve à environ 11 km à l'ouest de Bytów et 89 km à l'ouest de la capitale régionale Gdańsk.

## Géographie

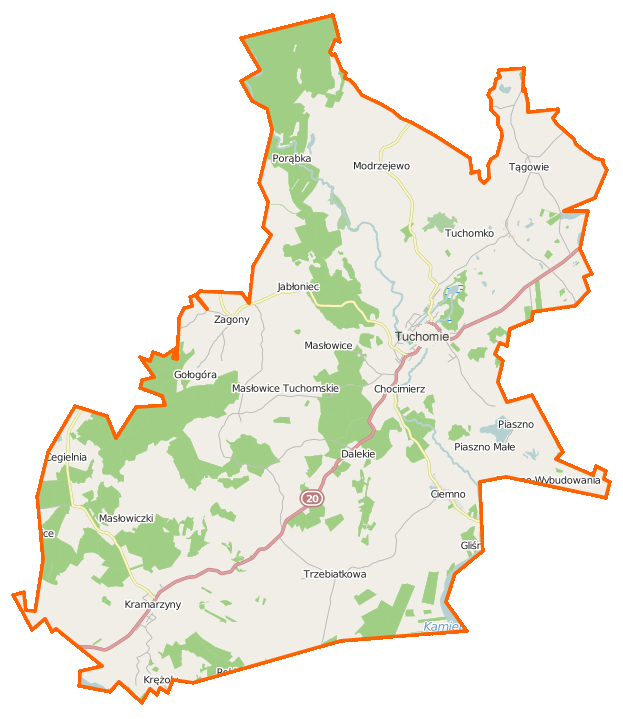
Carte de la gmina de Tuchomie.